# Sint-Janskerk (Hoensbroek)
De Sint-Janskerk is een kleine parochiekerk in het centrum van Hoensbroek, gemeente Heerlen. Zij bevindt zich in een parkje tussen de Juliana-Bernhardlaan (in vroeger tijden Heerbaan), de Hoofdstraat (tot 1921 Dorpsstraat geheten) en de Markt. Ter onderscheiding van de aan de overkant gelegen grote Johannes Evangelistkerk worden beide kerken respectievelijk de kleine en de grote Sint-Jan genoemd. 

## Geschiedenis
In welk jaar het kerkje precies gebouwd werd, is niet geheel duidelijk. Als aannemelijkste bouwjaar wordt 1137 genoemd. De Rijksdienst voor het Cultureel Erfgoed spreekt van een eerste aanbouw – van het schip – van rond 1150. De toren dateert van een latere periode, zo omstreeks 1300. Het priesterkoor werd waarschijnlijk tussen 1300 en 1520 aan het gebouw toegevoegd. Het kerkje is nadien steeds verder uitgebouwd, maar is nooit een grote kerk geworden.
Er bestaat ook een theorie die zegt dat het kerkje mogelijk pas is gebouwd nadat Hoensbroek zich afscheidde van de parochie van Heerlen. Het torentje van de Sint-Janskerk – dat waarschijnlijk rond die periode werd gebouwd – diende destijds vaak als schuilplaats voor omwonenden. Nog geen kilometer verderop, thans nog steeds in het zicht van de kleine Sint-Jan, bevonden zich echter de eerste bouwwerken van Kasteel Hoensbroek, dat als betere schuilplaats gold. De tegenwoordige Sint-Jan is zodoende wellicht een kerkje dat als vervanging van een mogelijk ouder, verdwenen kerkje op dezelfde plaats is gebouwd.
In de zeventiende en het begin van de achttiende eeuw onderging het kerkje een aantal flinke verbouwingen. In 1630 werd in het kerkje een sacristie gebouwd, maar de exacte locatie hiervan is onbekend. In 1725 werd een nieuwe sacristie tegen het kerkje aan gebouwd, die de tand des tijds wel heeft overleefd. Terwijl de muren van de kerk zijn opgetrokken uit mergelblokken, werd de sacristie uit baksteen opgebouwd. Het reeds bestaande priesterkoor ten slotte werd in 1680 verhoogd. 
De kerk wordt in een register van kerkrenten in 1398 nog als kapel aangeduid, maar de afscheiding vond reeds enkele jaren daarvoor plaats.
In de klokkenstoel van de kerk hangen twee klokken: een daarvan dateert uit het jaar 1414 en werd vervaardigd door Peter van Tier. Deze klok heeft een diameter van 99 centimeter. De tweede klok heeft een diameter van 78 centimeter en is het werk van de Belgische klokkengieter François-Alexandre Gaulard (1791-1863). Deze klok werd in 1840 opgeleverd. De twee klokken maken gebruik van een mechanisch torenuurwerk met elektrische opwinding.
Sinds 21 februari 1967 staat de kerk ingeschreven als Nederlands rijksmonument.

## Restauraties
Na enkele eeuwen onvoldoende onderhouden te zijn, was de kerk behoorlijk in verval geraakt. Daardoor werden de eerste restauratiewerkzaamheden rond 1900 noodzakelijk. Nog geen tien jaar later, in de jaren 1909-1910, werd een tweede restauratie aan het gebouw uitgevoerd. Hierbij werden onder meer neogotische ramen aangebracht. De daken van de zijbeuken van het kerkje werden gerestaureerd tot lessenaarsdaken. In 1958 werden dertien ramen van Jacques Vonk geplaatst. De derde en tot op heden laatste restauratie werd in 1990 afgerond, waarbij onder meer de hoogstwaarschijnlijk in de Tweede Wereldoorlog ontstane kogelgaten in de kerkmuur werden hersteld.

## Omgeving
De kerk staat in een bescheiden parkje en is omgeven door een kleine begraafplaats. Het terrein doet geen dienst meer als begraafplaats, maar de overblijfselen zijn nog steeds zichtbaar: er bevinden zich eenentwintig grafkruisen en een zestal gietijzeren grafstenen van enkele eeuwen oud. De kerk zelf wordt dagelijks gebruikt voor liturgische vieringen. Van maandag tot en met zaterdag is er een heilige Eucharistieviering om 19.00 uur en op de zondag om 9.30 uur. 
Naast de ingang van de kerk staat een in 2015 neergezet en ingehuldigd gedenkteken ter nagedachtenis aan historicus en oud-burgemeester Egidius Slanghen, die hier naar alle waarschijnlijkheid werd begraven. Aan de achterkant van het kerkje, tegenover de huidige markt, staat sinds 1953 het oorlogsmonument van Hoensbroek. Het Heilig Hartbeeld uit 1920 staat niet ver van de ingang.